# تپه تپه گورستان
تپهٔ تپه گورستان مربوط به عصر آهن است و در شهرستان نیر، بخش مرکزی، دهستان رضا قلی قشلاق، روستای تجرق واقع شده و این اثر در تاریخ ۲۷ بهمن ۱۳۸۷ با شمارهٔ ثبت ۲۴۵۴۰ به‌عنوان یکی از آثار ملی ایران به ثبت رسیده است.